# Giuliano Pannuti
Giuliano Pannuti (Ivrea, 15 luglio 1973) è uno scenografo italiano.

## Biografia
Nasce a Ivrea il 15 luglio 1973, dopo aver frequentato l'Accademia Albertina di Belle Arti di Torino vince il concorso per entrare nella prestigiosa Scuola Nazionale di Cinema a Roma. Da qui inizia a lavorare sui set di famosi registi quali Lina Wertmuller, Francesco Nuti, Ferzan Özpetek, Terry Gilliam e firmando poi come scenografo numerosi film di Pupi Avati, Neri Parenti, Carlo Verdone, Mimmo Calopresti e tanti altri registi del cinema italiano.
Il suo primo lavoro come scenografo è del 2001 nel film Giorni di Laura Muscardin.

## Premi e Riconoscimenti
Riceve due nomination al Nastro d'argento alla migliore scenografia del 2010 per il film Una sconfinata giovinezza e nel 2020 per il film il signor diavolo entrambi diretti da Pupi Avati e due nomination ai ciak d'oro come migliore scenografia per il papà di Giovanna di Pupi Avati e per Benedetta follia di Carlo Verdone, e gli viene assegnato il Premio Dante Ferretti per la migliore scenografia per il film Una sconfinata giovinezza nell'edizione 2011 del Bari International Film Festival.
Nel 2022 vince La chioma di Berenice come miglior scenografia tv per “Vita da Carlo” serie tv diretta da Carlo Verdone e Arnaldo Catinari.

## Filmografia
- Days, regia di Laura Muscardin (2001)
- Due volte Natale, regia di Marco Falaguasta (2002)
- La cena per farli conoscere, regia di Pupi Avati (2006)
- Come tu mi vuoi, regia di Volfango De Biasi (2007)
- Il nascondiglio, regia di Pupi Avati (2007)
- Matrimonio alle Bahamas, regia di Claudio Risi (2007)
- Il papà di Giovanna, regia di Pupi Avati (2008)
- Iago, regia di Volfango De Biasi (2009)
- Gli amici del bar Margherita, regia di Pupi Avati (2009)
- Il figlio più piccolo, regia di Pupi Avati (2010)
- Una sconfinata giovinezza, regia di Pupi Avati (2010)
- Se sei così ti dico sì, regia di Eugenio Capuccio (2011)
- Il sole dentro, regia di Paolo Bianchini (2012)
- Il cuore grande delle ragazze, regia di Pupi Avati (2012)
- Un matrimonio, regia di Pupi Avati - miniserie TV (2013)
- Colpi di fulmine, regia di Neri Parenti (2012)
- Maldamore, regia Angelo Longoni (2013)
- Colpi di fortuna, regia di Neri Parenti (2013)
- Un Natale stupefacente, regia di Volfango De Biasi (2014)
- Fräulein - Una fiaba d'inverno, regia di Caterina Carone (2015)
- Parlami di Lucy, regia di Giuseppe Petitto (2015)
- Un viaggio di cent'anni, regia di Pupi Avati (2015) - mediometraggio
- L'abbiamo fatta grossa, regia di Carlo Verdone (2016)
- Natale a Londra - Dio salvi la regina, regia di Volfango De Biasi (2016)
- Wrobiony, regia di Piotr Śmigasiewicz (2016)
- Il coraggio di vincere, regia di Marco Pontecorvo (2017) - film TV
- Benedetta follia, regia di Carlo Verdone (2018)
- Aspromonte - La terra degli ultimi, regia di Mimmo Calopresti (2019)
- Il signor Diavolo, regia di Pupi Avati (2019)
- Nati 2 volte, regia di Pierluigi Di Lallo (2019)
- Palazzo di giustizia, regia di Chiara Bellosi (2020)
- Si vive una volta sola, regia di Carlo Verdone (2020)
- Una famiglia mostruosa, regia di Volfango De Biasi (2020)
- lei mi parla ancora, regia di Pupi Avati (2021)
- Mai scherzare con le stelle!, regia di Matteo Oleotto (2021)
- Crazy for Football - Matti per il calcio, regia di Volfango De Biasi (2021)
- Vita da Carlo, regia di Carlo Verdone, Arnaldo Catinari e Valerio Vestoso (2022-in corso)
- Studio Battaglia, regia di Simone Spada (2022)
- I limoni d'inverno, regia di Caterina Carone (2023)
- Citadel Diana, regia di Arnaldo Catinari (2024)
- Itaca - Il ritorno (The Return), regia di Uberto Pasolini (2024)
- Nato il sei ottobre, regia di Pupi Avati – docufilm (2024)